# 中国武术协会
中国武术协会（英語：Chinese Wushu Association），加挂国家体育总局武术运动管理中心（武术研究院）牌子，是中华人民共和国武术运动从业者和爱好者等组成的全国性体育组织，由中华全国体育总会领导，成立于1958年9月，会址位于北京市。現任主席為陈恩堂。

## 歷任主席
- 李梦华（1958年－1964年）[3]
- 董守义（1964年－1980年）[3]
- 郑怀贤（1980年－1982年）[3]
- 黄中（1982年－1992年）[3]
- 张耀庭（1992年－1996年）[3]
- 李杰（1996年－2005年）[3]
- 王筱麟（2005年－2010年）[3]
- 高小军（2010年－2014年）[3]
- 张秋平（2014年－2023年）[3]
- 陈恩堂（2023年－）

## 外部連結
- 官方网站
- 中國武術協會會員制官方網站